# みごなごみ
 みご なごみ （1963年9月26日 - ）は、日本の詩人、英文学者。岡山大学准教授。本名： 岡田 和也 （おかだ かずや）。

## 略歴
1986年上智大学英文科卒業、2001年広島大学文学研究科修了、博士（文学）取得。2004年に『彼岸バス』で第20回新風舎出版賞フィクション部門・松崎義行賞受賞。同年、『ばらばい』『パン屋・ガランゴロン』『あきまにゅある』で第39回岡山県文学選奨現代詩部門入選。2006年に『ななつだん』で第21回国民文化祭・やまぐち2006文芸祭朗読詩大会　山口県議会議長賞受賞。

## 著書
- みごなごみ『彼岸バス』新風舎、2004年。ISBN 978-4797443271。
- みごなごみ『トグルをころがす』吉備人出版、2015年。ISBN 978-4860694586。

## 翻訳
- サラ・ファネリ 著、みごなごみ 訳『オニオンの大脱出』ファイドン出版、2012年。ISBN 978-4864410021。

## リーディング / インスタレーション
- 2004年12月16日　朗読ライヴ『ことは・ミニ・ライブ』（LOFTスターバックスにて、岡山市、ギター：グレンデル、チェロ：朱里）
- 2005年4月26日-5月1日『こい）へや、こえ）へや　～みごなごみ展〜　』（上之町会舘、岡山市）　期間中ナイト・リーディング・ライヴ　三夜開催（火・木・土）
- 2005年10月29日　朗読ライヴ『みごなごみのROCKでPOPなポエムの世界』（EARTH LIFE、倉敷市、ギター：グレンデル）
- 2006年1月15日　朗読ライヴ「声・ポエ・ワイングラス～ジャズドラマーとグルーヴする言葉」（WINE CAFÉ: CHIC STOCK、岡山市）
- 2006年　長谷川海×みごなごみ　「かーてんかえるくん〜ちょうどいいかたち〜」「かさかえるくん」（アートスペース、岡山市）
- 2006年10月28日　「こども・ことば・あそび」ワークショップ、および「大人・ことば・あそび」（ギター：グレンデル、ＮＰＯ法人勝山文化往来館・ひしお、真庭市）
- 2006年10月29日　　清水直人と朗読ライヴ『文イヒ～分解と再合成～×35753』開催（奉還町　AKIZU、岡山市）
- 2006年11月18日　朗読ライヴ『ぷらねたぽえむ』（岡山県立児童会館・プラネタリウム室、岡山市）
- 2007年6月3日　みごなごみ×水川博貴　朗読ライヴ『童謡と詩の朗読会～耳が和む　身が和む　心が和む～』開催（岡山県総社市・集義館、アートリンク・プロジェクトの一環）
- 2007年6月16日　フロリダ州ピーターズバーグ市内の劇場で朗読ライヴ
- 2007年8月31日　勝山小学校三年生と『あしたのあしのし』のワークショップの詩の授業を行う
- 2007年10月6日―12月16日　共同作品『ひろい）におい）ひびき）ひろい』が『もうひとつの美術館』（栃木県）にて『アートリンク・プロジェクト』として展示
- 2008年4月20日　国際的コラージュ作家、サラ・ファネリとともに『子供たちのためのワークショップ』開催（ＮＰＯ法人勝山文化往来館・ひしお、真庭市）
- 2008年8月31日　勝山小学校三年生と『しししのし』のワークショップの詩の授業を行う
- 2009年秋　朗読ライヴ『ワンルーム・テクノ』（岡山大学）
- 2010年5月22日　朗読ライヴ（牛窓ナチュラルキャンプ2010）
- 2011年11月19日　フードコーディネーター・灰原抄織×みごなごみ　食、ケイタリングとのコラボとして　「ディチャンノーヴェ　ノヴェンブレ（Diciannove　Novembre）1119」＜「舌のための5つの祝祭」＞（Charat、岡山市）
- 2012年2月　バー・コントワール（岡山市内）にてアイリッシュ・イヴェントをプロデュース（陶器のアイリッシュ・コースターをデザイン）
- 2014年6月30日・7月1日　津山市立中道中学校3年生とワークショップ『峠』
- 2015年5月23日　朗読ライヴ『しろらぼ朗読空間』（ゲストハウス・とりいくぐる、岡山市奉還町）
- 2017年1月15日　みらいやの森（イオンモール岡山）にて６４６４（むよむよ）の会
- 2017年5月7日　朗読ライヴ＆ワークショップ『マカロンが好きすぎて！』（EKGギャラリー、鏡野町）
- 2017年6月30日　『ピアノと舞踏の夕べ』（ベルトラン『夜のガスパール』からの散文詩の朗読）（ルネスホール、岡山市）
- 2018年10月27日　朗読ライヴ『赤煉瓦倉庫朗読詩人空間』（PORT ART＆DESIGN　TSUYAMA、津山市）
- 2019年5月2日　朗読ライヴ『国吉康雄の絵画へクロスオーバーする声の創出～9244×35753～』
- 2019年６月21日　朗読ライヴ『吉行鮎子・瞑想トラベル２展』（アートスペース・油亀、岡山市）

## メディア
- 2004年8月20日　朝日新聞朝刊記事掲載（「難しい考えず言葉遊びを」詩集『彼岸バス』出版）
- 2004年9月12日　山陽新聞朝刊記事掲載（「朗読が生む新しい詩人」）
- 2004年10月10日　RSKラジオ『夢ラジオ　サンデースペシャル』出演
- 2005年1月23日　朝日カルチャーセンター・岡山にて特別公開講座『和みの詩をつくる』
- 2005年2月23日　NHK岡山『きびきびワイド』にＴＶ出演
- 2005年4月–2006年3月　　FMくらしきにて詩の朗読コーナー「白壁に耳なごみ」を担当（205回）
- 2005年5月19日　朝日新聞朝刊　記事掲載　朝日カルチャーセンターにて6月26日開催の公開講座『ことばでこころのトリートメント』
- 2005年6月18日　岡山県立図書館にて『桃太朗読島』をオーガナイザーとして開催
- 2006年3月　月刊『タウン情報　おかやま』「まかせて　ちょ～査団！！」記事掲載（「ジャズドラムに乗せて詩を朗読？みごなごみワールドを探せ！」）
- 2006年11月2日　山陽新聞（真庭圏版）記事掲載（「言葉の面白さ再認識　詩人・みごさんから学ぶ」）
- 2007年6月3日　山陽新聞朝刊　記事掲載（「詩人と障害者共同制作　『童謡と詩の朗読会～耳が和む　身が和む　心が和む～』
- 2007年6月16日　フロリダ州タンバにてFM局の番組で英語インタビューを受ける。そして日本語の詩を読む　「烏うた」
- 2009年8月　岡山大学広報紙『いちょう並木』（51号）研究者紹介インタビュー
- 2011年8月　日本語創作講座の受講生からインタビューを受け、ノートルダム清心女子大学文学部日本語日本文学科発行の『にほんご』に掲載される（9月26日）
- 2017年5月12日　山陽新聞作州版記事掲載（「情感豊か語り口　うっとり」）
- 2017年6月23日　RSKラジオにてラジオ電話出演
- 2017年6月25日　講演会　「ことば・と・こくはく・と」（津山市立図書館、放送大学連携講座）
- 2017年7月8日・7月14日　津山FM78.0ラジオ「こんにちはこちら放送大学岡山学習センターです」生出演
- 2018年3月26日　『別冊太陽』（平凡社）特集・しかけ絵本で『オニオンの大脱出』が紹介される
- 2019年3月16日　講演「詩の告白～コミュニケーションのもどかしさを考えてみる～」（岡山県立図書館にて、放送大学連携講座）
- 2019年4月29日　FM岡山『フレッシュモーニング』ラジオ電話出演
- 2019年5月20日　FM岡山『フレッシュモーニング』ラジオ出演

## その他
- 2004年5月　（財）福武文化振興財団助成金により出版の『Happy? Hippie!』を編集する
- 2019年3月　村中李衣氏著『いつか、太陽の船』（新日本出版）に詩を提供する